# Rabbit Habits
Rabbit Habits è un album sperimentale del genere Indie rock dei Man Man del 2008.

## Tracce
1. "Mister Jung Stuffed"  (2:28)
2. "Hurly / Burly"  (3:51)
3. "The Ballad of Butter Beans"  (4:28)
4. "Big Trouble"  (5:05)
5. "Mysteries of the Universe Unraveled"  (0:09)
6. "Doo Right"  (1:38)
7. "Easy Eats or Dirty Doctor Galapagos"  (2:24)
8. "Harpoon Fever (Queequeg's Playhouse)"  (3:19)
9. "El Azteca"  (1:43)
10. "Rabbit Habits"  (2:48)
11. "Top Drawer"  (3:26)
12. "Poor Jackie"  (8:23)
13. "Whale Bones"  (7:14)